# Solanum cantense
Solanum cantense är en potatisväxtart som beskrevs av Carlos M. Ochoa. Solanum cantense ingår i släktet skattor som ingår i familjen potatisväxter. Inga underarter finns listade i Catalogue of Life.